# Kohneh Dūn
Kohneh Dūn (persiska: كهنه دون, كُهنِه دان) är en ort i Iran.   Den ligger i provinsen Mazandaran, i den norra delen av landet, 130 km nordost om huvudstaden Teheran. Kohneh Dūn ligger 22 meter över havet och antalet invånare är 560.
Terrängen runt Kohneh Dūn är platt. Runt Kohneh Dūn är det ganska tätbefolkat, med 149 invånare per kvadratkilometer. Närmaste större samhälle är Āmol, 8,3 km sydväst om Kohneh Dūn. Trakten runt Kohneh Dūn består till största delen av jordbruksmark.